# Schönebeck (Alemania)
Schönebeck es un municipio situado en el distrito de Salzland, en el estado federado de Sajonia-Anhalt (Alemania), a una altitud de 50 metros. Su población a finales de 2015 era de unos 31 000 habitantes y su densidad poblacional, 330 hab/km².